# Tiki (Software)
Tiki (oder auch Tiki – CMS Wiki Groupware, früher: TikiWiki) ist ein freies Content-Management-System, das verwendet werden kann, um Websites, Portale, Intranets und Extranets zu gestalten und zu verwalten.

## Begriff
Das mit Binnenmajuskel geschriebene Kompositum TikiWiki besteht aus den Begriffen Tiki für Kunst aus der Südsee und Wiki, dem hawaiischen Wort für „schnell“, was für benutzeroffene Content-Management-Systeme verwendet wird. Von Anfang an ist das Projekt bei SourceForge untergebracht, synchronisierte Repositories stehen jedoch auch unter Gitlab zur Verfügung.

## Implementierung
TikiWiki ist hauptsächlich in PHP geschrieben, benutzt aber auch JavaScript. Es macht intensiven Gebrauch von einer Datenbank und wurde ursprünglich für MySQL entwickelt; mithilfe der Datenbank-Abstraktions-Bibliothek ADOdb unterstützt es auch PostgreSQL, Oracle, Sybase und Microsoft SQL Server. TikiWiki läuft auf jedem Webserver einschließlich Apache und Microsofts IIS, der die jeweils benötigte PHP-Version sowie eine der genannten Datenbanken unterstützt.
Teile von TikiWiki nutzen andere Open-Source-Software wie ADOdb, HawHaw, Graphviz, TouchGraph, phpCAS, FeedCreator, htmlArea, Overlib, PHP Layers Menu, JGraphPad und Morcego.

## Module und Plugins
TikiWiki verwendet verschiedene Module:
- Artikel
- Blog
- Chatsystem
- FAQs
- Foren
- Galerien für Bilder und Dateien.
- Kalender
- Karten
- Linkverzeichnis
- Mailsystem
- RSS-Web-Feeds
- Rundbriefe
- Shoutbox
- Suchfunktion
- Trackersystem
- Webmail
- Wikiseiten
- Workflowsystem
- verschiedene Formen von Abstimmungen, Umfragen und Ranglisten

Es ist möglich, WikiTeX als Plug-in zu installieren.

## Rechte und Rollen
Die Zugriffe werden über eine Benutzer- und Rechteverwaltung gesteuert, die einzelnen Benutzer und verschiedene Gruppen verwaltet. Jede Funktion und jede Wikiseite kann einzeln mit Rechten belegt werden.

## Internationalisierung
TikiWiki ist ein internationales Projekt, das Übersetzungen der Oberfläche in vielen Sprachen anbietet. Die Standardoberfläche ist in Englisch gehalten, TikiWiki unterstützt aber jede Sprache, die in UTF-8 dargestellt werden kann. Mit dem Stand vom 29. September 2005 ist TikiWiki in acht Sprachen komplett übersetzt und weitere fünf Sprachen sind zu 90 % oder mehr vorhanden. Insgesamt liegen Übersetzungen für 35 Sprachen vor. Eine Liste der Sprachen und deren aktueller Übersetzungsfortschritt ist auf der TikiWiki-Website verfügbar.
Es gibt auch eine deutsche Übersetzung, diese ist ab der Version 6 (also seit spätestens Herbst 2010) stets bei annähernd 100 % und damit vollständig und aktuell.
Die Übersetzung neuer Funktionen ins Deutsche erfolgt in der Regel noch in der Entwicklungsphase.
Die Community verfügt über eine kleine aber hilfsbereite deutschsprachige Benutzergruppe bzw. German Language Usergroup.
Übersetzungen für Menüs und eigene Anpassungen können leicht selbst durchgeführt werden; es gibt eine Reihe von Hilfsmitteln in der Software und in der Community, z. B. einen Übersetzungsassistenten und eine eigene Website für Übersetzungen der Software in die verschiedenen Sprachen.